# ロック (潜水艦)
ロック (USS Rock, SS/SSR/AGSS-274) は、アメリカ海軍の潜水艦。ガトー級潜水艦の一隻。艦名はメバル科やハタ科を中心に岩礁帯に生息する多種多様な「ロックフィッシュ」に因む。アメリカ公文書はモロネ科のストライプドバスの通称を由来と述べている。

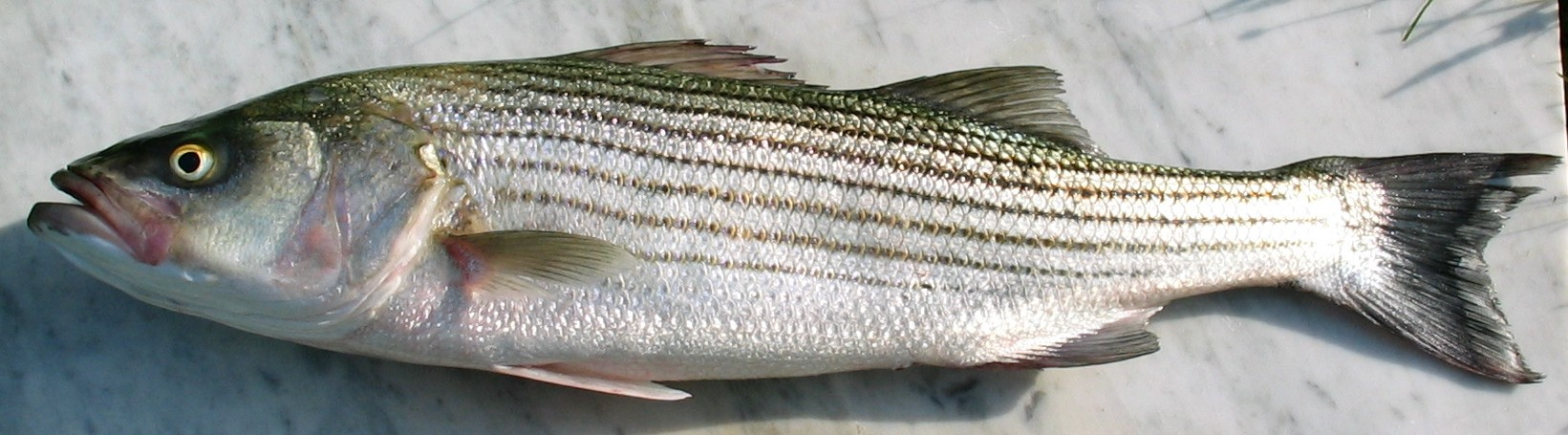
ストライプドバス（通称Rockfish）

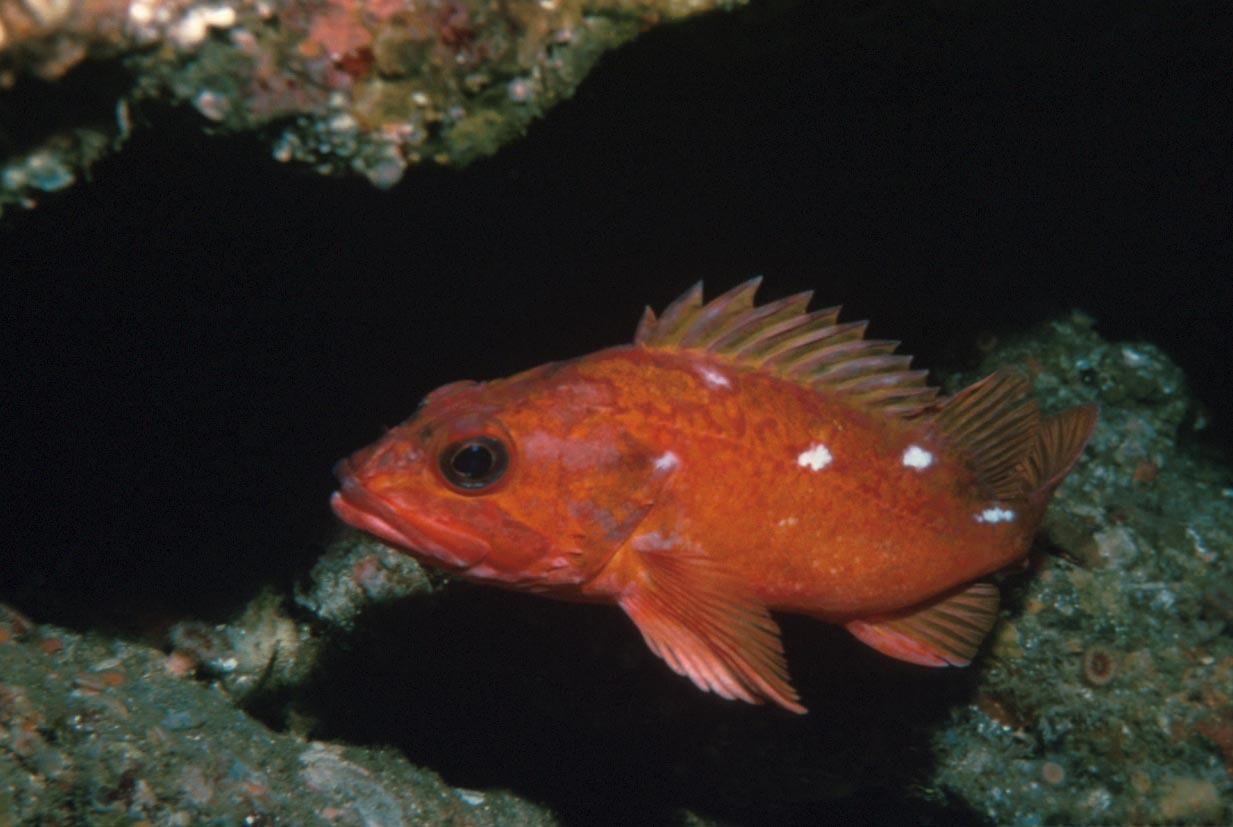
メバル科のスターリー・ロックフィッシュ（Starry rockfish）

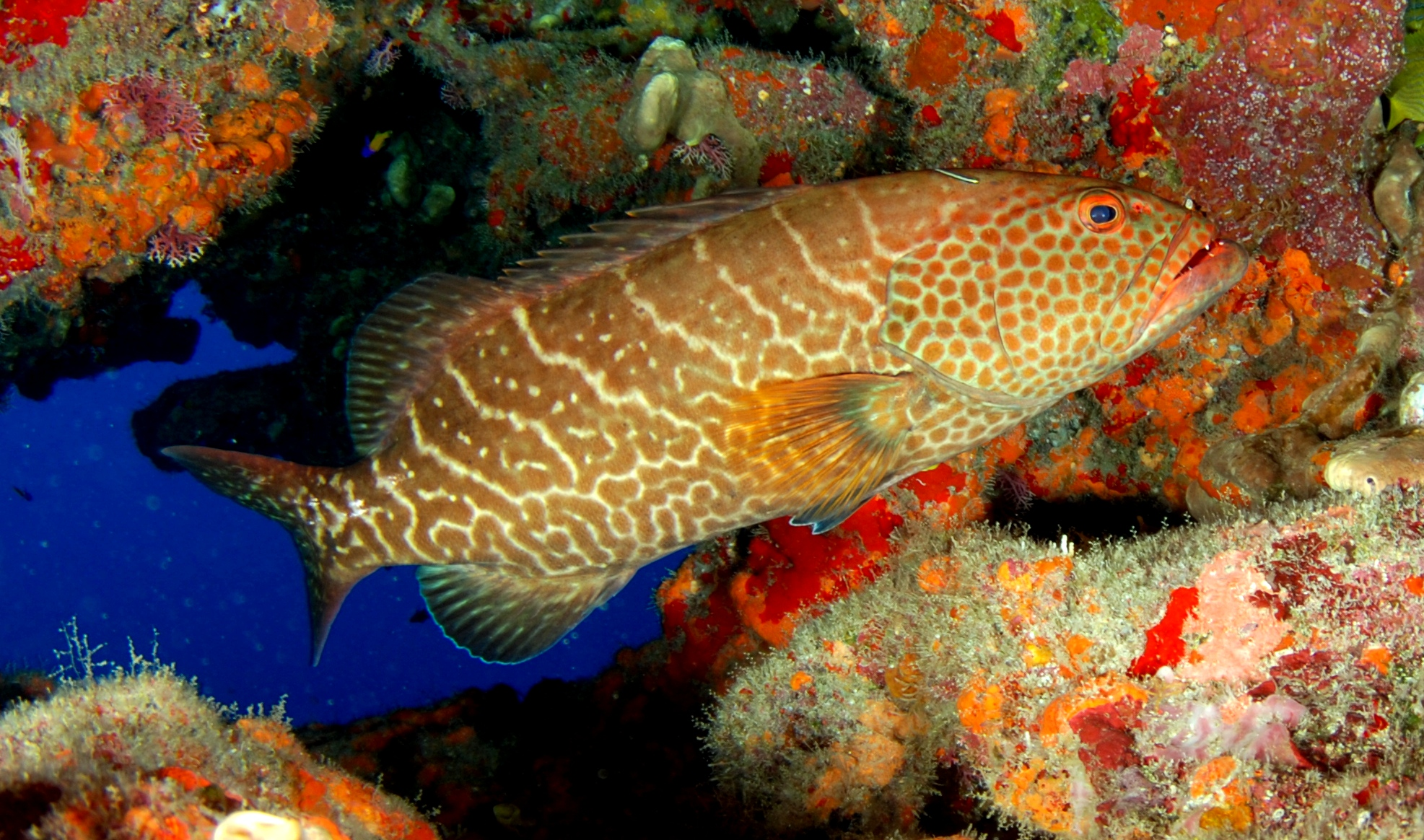
ハタ科のタイガー・グルーパー（別名Tiger rockfish）

## 艦歴
「ロック」は1942年12月23日にウィスコンシン州マニトワックのマニトワック造船で起工する。1943年6月20日にB・O・ウェルズ夫人によって進水し、艦長ジョン・ジェイ・フラクセンハー少佐（アナポリス1935年組）の指揮下1943年10月26日に就役する。ミシガン湖で一か月間猛訓練を行った後、シカゴ排水運河を通過し、イリノイ州ロックポートへ向かう。ロックポートで浮きドック入りした「ロック」はそのままミシシッピ川を下り、11月29日にニューオーリンズに到着する。6日後パナマに向けて出航、訓練を再開し、1944年1月2日に真珠湾に向かい、修理と整備に従事した。

### 第1、第2の哨戒 1944年2月 - 5月
1944年2月8日、「ロック」は最初の哨戒で東シナ海方面に向かった。2月29日、南西諸島付近を航行中にで日本の重要船団を発見した。この船団は、釜山からグアム島へ第29師団の陸軍兵士を輸送する『松輸送』船団の内の一つであり、「安芸丸」（日本郵船、11,409トン）、「東山丸」（大阪商船、8,666トン）、「崎戸丸」（日本郵船、9,247トン）の3隻の陸軍輸送船が中心となり、「朝霜」「岸波」「沖波」の3隻の駆逐艦で構成されていた。「ロック」は夜間の2時49分頃に浮上して船団に接近したが、この時「ロック」の右斜め前方約6kmの地点にいた「朝霜」に察知されたため、「ロック」は照準することなく後部発射管から4発の魚雷を放射状に発射した。その後、「朝霜」の右舷側に移り、サーチライトと12.7センチ砲の発射炎によって照らされながら潜航した。しかし、潜航しかけた時に砲弾が潜望鏡支柱に命中し、潜望鏡が昼間用および夜間用ともに破損、またレーダーマストに浸水するなど大小さまざまな被害を受けた。この後、4時間に及ぶ爆雷攻撃をしのいだ「ロック」は夜になって浮上し、船団発見の旨を報告した。この船団はやがて、通報を受けた「トラウト (USS Trout, SS-202) 」が攻撃し、夕刻に「崎戸丸」を撃沈するも「朝霜」によって「トラウト」も撃沈されることとなった。「ロック」は損傷を修理するためミッドウェー島を経て、35日間の行動を終えて真珠湾に帰投した。
4月4日、「ロック」は2回目の哨戒で日本近海に向かった。豊後水道および相模湾を哨戒したが敵に接することなく、55日間の行動を終えてマジュロに帰投し、潜水母艦「スペリー (USS Sperry, AS-12) 」による修理を受けた。

### 第3の哨戒 1944年6月 - 8月
6月22日、「ロック」は3回目の哨戒で「タイルフィッシュ (USS Tilefish, SS-307) 」「ソーフィッシュ (USS Sawfish, SS-276) 」とウルフパックを組んでルソン海峡に向かった。担当海域では、7月18日と21日に輸送船団をそれぞれ発見して攻撃を行い、1万トン級タンカー2隻と7,500トン級輸送船2隻、4,000トン級輸送船を撃破する戦果を挙げたとした。また、ウルトラ情報により、付近を遣独潜水艦作戦から帰還途中の潜水艦「伊29」が通過することが判明し、予想針路に近かった「ロック」以下のウルフパックにその捕捉が命じられた。7月25日、マニラ西方800マイル地点で3隻は「伊29」と接触。丸一日かけ追跡したが、結局「ロック」と「タイルフィッシュ」は爆雷攻撃や台風などにより良い攻撃位置を占めることはできず、翌26日16時45分に「ソーフィッシュ」が「伊29」を撃沈した。「ロック」は52日間の行動を終えて真珠湾に帰投した。

### 第4の哨戒 1944年9月 - 11月
9月9日、「ロック」は4回目の哨戒で南シナ海に向かった。10月26日、バラバク海峡でタンカー「第七高砂丸」（蓬莱タンカー、834トン）を撃沈した。その後、重巡洋艦「高雄」を追跡中にボンベイ礁に乗り上げて座礁した「ダーター (USS Darter, SS-227) 」の処分を命じられ、「ロック」は「ダーター」に向けて10本の魚雷を発射したが、魚雷は何とか命中した3本以外は岩礁に命中するばかりで処分は不完全だった。11月8日、61日間の行動を終えてフリーマントルに帰投した。

### 第5、第6の哨戒 1944年12月 - 1945年5月
12月14日、「ロック」は5回目の哨戒で南シナ海に向かった。63日間に及ぶこの哨戒での唯一の仕事らしい仕事は、ルソン島方面を空襲した空母「レキシントン (USS Lexington, CV-16) 」の搭乗員を救出したことだった。1945年2月13日、63日間の行動を終えてフリーマントルに帰投し、艦長がロバート・A・キーティング・ジュニア中佐（アナポリス1933年組）に代わった。
3月7日、「ロック」は6回目の哨戒で「ガヴィナ (USS Guavina, SS-362) 」「コビア (USS Cobia, SS-245) 」「ブレニー (USS Blenny, SS-324) 」とウルフパックを組んで南シナ海方面に向かった。その途中の3月10日、「ロック」は15名の遭難者を発見し救助する。これらの遭難者は、これより遡る2月6日に、ドイツUボートの「U-862」（後の日本海軍潜水艦「伊502」）に撃沈されたアメリカのリバティ船「ペーター・シルバースター」の生存者のうちで最後に生き残った者たちであった。
「ロック」は生存者をエクスマス湾の前進基地に送り届けた後哨戒を再開。3月27日、北緯11度40分 東経109度16分 / 北緯11.667度 東経109.267度の地点で護衛艦を発見し、Mk27誘導魚雷を発射したが命中しなかった。4月17日と18日に「ティグロン (USS Tigrone, SS-419) 」と共同でバタン島の送信所およびバスコ市街を艦砲射撃した。「ロック」は58日間の行動を終えてサイパン島に帰投した。この哨戒では護衛艦1隻の撃沈を報告した。その後アメリカ本国に向かい、5月14日にサンフランシスコのハンターズ・ポイント海軍造船所に到着し、オーバーホールに入った。作業が完了すると8月7日に真珠湾にむけて出航するが、途中で8月15日の終戦を迎え、東海岸へ帰還した。

### 戦後・レーダー哨戒潜水艦 1953 - 1959
「ロック」は帰国の途中でニューオーリンズでの海軍記念日の祝賀式典に参加した。その後ニューロンドンで不活性化が行われ、1946年5月1日に予備役となり大西洋予備役艦隊入りする。
1951年の前半に「ロック」はニューロンドンからフィラデルフィア海軍工廠へ曳航され、レーダー哨戒潜水艦への転換が行われる。司令室の前部隔壁を切断し、前部バッテリーとの間に新たな戦闘指揮所と電子設備からなる30フィートの区画が挿入された。1952年7月18日に SSR-274 に艦種変更され、フィラデルフィアで1953年10月12日に再就役する。第6潜水艦部隊と共にバージニア岬沖で短期間訓練を行った後、第5潜水艦部隊に合流するためサンディエゴに向かう。1954年7月23日にサンディエゴを出航し西太平洋に向かい、6か月間におよぶ台湾海峡の偵察を行う。続いて別の任務で西太平洋に配備され、太平洋岸での作戦活動を行う。1956年にも西太平洋へ6か月間配備され、1958年から1959年にかけても西太平洋で活動した。

### 実験潜水艦 1959 - 1969
艦隊におけるレーダー哨戒潜水艦の任務はもはや存在せず、1959年12月31日に「ロック」は AGSS-274 （実験潜水艦）に艦種変更される。太平洋岸での作戦活動とオーバーホール後、1961年11月に再び西太平洋に配備される。西太平洋での6ヶ月間の配備を1963年、1965年、1966年から67年、1968年に行った。その後、1969年前半には東太平洋で活動し、7月11日にサンディエゴを出航。ハワイ作戦海域で艦隊演習の支援を行い、8月16日に本国の太平洋岸に向かう。1969年9月13日にピュージェット・サウンド海軍造船所で退役し、同日除籍された。その後、標的艦として海没処分された。
「ロック」は第二次世界大戦の戦功で4個の従軍星章を受章した。また、6度の哨戒で総撃沈トン数42,282トンの戦果を上げたと報告した。しかし、戦後の調査では834トンの戦果しか認められなかった。